# Gloria Gaynor/Diskografie
Diese Diskografie ist eine Übersicht über die musikalischen Werke der amerikanischen Disco-Sängerin Gloria Gaynor.
Den weltweiten Durchbruch hatte Gaynor 1974/75 mit dem Album Never Can Say Goodbye und der gleichnamigen Single sowie der Auskopplung Reach Out, I’ll Be There. Der Höhepunkt ihrer Karriere folgte im Jahr 1978, als das Album Love Tracks und die Auskopplung I Will Survive weltweit Spitzenpositionen der Charts erreichten.

## Alben

### Studioalben
| Jahr | Titel                      | Höchstplatzierung, Gesamtwochen, AuszeichnungChartplatzierungen (Jahr, Titel, Platzierungen, Wochen, Auszeichnungen, Anmerkungen) | Höchstplatzierung, Gesamtwochen, AuszeichnungChartplatzierungen (Jahr, Titel, Platzierungen, Wochen, Auszeichnungen, Anmerkungen) | Höchstplatzierung, Gesamtwochen, AuszeichnungChartplatzierungen (Jahr, Titel, Platzierungen, Wochen, Auszeichnungen, Anmerkungen) | Höchstplatzierung, Gesamtwochen, AuszeichnungChartplatzierungen (Jahr, Titel, Platzierungen, Wochen, Auszeichnungen, Anmerkungen) | Höchstplatzierung, Gesamtwochen, AuszeichnungChartplatzierungen (Jahr, Titel, Platzierungen, Wochen, Auszeichnungen, Anmerkungen) | Höchstplatzierung, Gesamtwochen, AuszeichnungChartplatzierungen (Jahr, Titel, Platzierungen, Wochen, Auszeichnungen, Anmerkungen) | Anmerkungen                              |
| Jahr | Titel                      | DE | AT | CH | UK | US | R&B | Anmerkungen                              |
| ---- | -------------------------- | --- | --- | --- | --- | --- | --- | ---------------------------------------- |
| 1975 | Never Can Say Goodbye      | DE12 (28 Wo.)DE | — | — | UK32 Silber · (8 Wo.)UK | US25 (15 Wo.)US | R&B21 (7 Wo.)R&B | Erstveröffentlichung: 23. Januar 1975    |
| 1975 | Experience Gloria Gaynor   | — | — | — | — | US64 (21 Wo.)US | R&B32 (7 Wo.)R&B | Erstveröffentlichung: 5. September 1975  |
| 1976 | I’ve Got You               | — | — | — | — | US107 (14 Wo.)US | R&B40 (5 Wo.)R&B | Erstveröffentlichung: 20. Juli 1976      |
| 1977 | Glorious                   | — | — | — | — | US183 (4 Wo.)US | — | Erstveröffentlichung: 18. Februar 1977   |
| 1978 | Love Tracks                | DE34 (6 Wo.)DE | — | — | UK31 (6 Wo.)UK | US4 Platin · (34 Wo.)US | R&B4 (28 Wo.)R&B | Erstveröffentlichung: 27. November 1978  |
| 1979 | I Have a Right             | — | — | — | — | US58 (11 Wo.)US | R&B56 (5 Wo.)R&B | Erstveröffentlichung: 24. September 1979 |
| 1980 | Stories                    | — | — | — | — | US178 (4 Wo.)US | — | Erstveröffentlichung: 20. Mai 1980       |
| 1986 | The Power of Gloria Gaynor | — | — | — | UK81 (2 Wo.)UK | — | — | Erstveröffentlichung: 1986               |
| 1991 | Gloria Gaynor ’91          | — | AT27 (12 Wo.)AT | — | — | — | — |                                          |

grau schraffiert: keine Chartdaten aus diesem Jahr verfügbar
Weitere Studioalben
- 1978: Gloria Gaynor’s Park Avenue Sound
- 1981: I Kinda Like Me
- 1982: Gloria Gaynor
- 1984: I Am Gloria Gaynor
- 1992: Love Affair
- 1994: Mighty High (Europa) / I’ll Be There (US, CA)
- 1997: The Answer (US) / It’s My Time (FR)
- 2002: I Wish You Love
- 2007: Christmas Presence
- 2013: We Will Survive
- 2019: Testimony (Grammy: Gospel)

### Livealben
- 2005: Live! At John J. Burns Town Park
- 2008: Ao Vivo – Festival de Verao Salvador

### Kompilationen
| - 1977: The Best Of - 1980: The Best of Gloria Gaynor - 1982: Greatest Hits - 1988: Greatest Hits - 1990: Hit Collection - 1990: I Will Survive - 1992: Love Songs - 1993: The Very Best of Gloria Gaynor – I Will Survive - 1993: I Am What I Am - 1994: Reach Out - 1994: Club House – Mild & Sweet - 1996: The Hits - 1996: Never Can Say Goodbye - 1996: I Will Survive - 1996: The Collection | - 1997: The Best of Gloria Gaynor - 1998: I Will Survive: The Anthology - 1999: The Best Of - 1999: I Am What I Am - 1999: Classic Gloria Gaynor - 2000: The Best of Gloria Gaynor - 2000: Most Famous Hits (2 CDs) - 2001: Disco Diva - 2001: The Very Best Of - 2003: All the Hits (New Versions) - 2005: I Will Survive (2 CDs) - 2007: Colour Collection - 2008: White Collection – The Disco Queen - 2008: The Survivor – Best Of - 2009: I Will Survive |

## Singles
| Jahr | Titel Album                                                            | Höchstplatzierung, Gesamtwochen, AuszeichnungChartplatzierungen (Jahr, Titel, Album, Platzierungen, Wochen, Auszeichnungen, Anmerkungen) | Höchstplatzierung, Gesamtwochen, AuszeichnungChartplatzierungen (Jahr, Titel, Album, Platzierungen, Wochen, Auszeichnungen, Anmerkungen) | Höchstplatzierung, Gesamtwochen, AuszeichnungChartplatzierungen (Jahr, Titel, Album, Platzierungen, Wochen, Auszeichnungen, Anmerkungen) | Höchstplatzierung, Gesamtwochen, AuszeichnungChartplatzierungen (Jahr, Titel, Album, Platzierungen, Wochen, Auszeichnungen, Anmerkungen) | Höchstplatzierung, Gesamtwochen, AuszeichnungChartplatzierungen (Jahr, Titel, Album, Platzierungen, Wochen, Auszeichnungen, Anmerkungen) | Höchstplatzierung, Gesamtwochen, AuszeichnungChartplatzierungen (Jahr, Titel, Album, Platzierungen, Wochen, Auszeichnungen, Anmerkungen) | Höchstplatzierung, Gesamtwochen, AuszeichnungChartplatzierungen (Jahr, Titel, Album, Platzierungen, Wochen, Auszeichnungen, Anmerkungen) | Anmerkungen | [↑]: gemeinsam behandelt mit vorhergehendem Eintrag; [←]: in beiden Charts platziert |
| Jahr | Titel Album                                                            | DE | AT | CH | UK | US | R&B | Dance | Anmerkungen |                                                                                      |
| ---- | ---------------------------------------------------------------------- | --- | --- | --- | --- | --- | --- | --- | --- | ------------------------------------------------------------------------------------ |
| 1974 | Never Can Say Goodbye                                                  | DE13 (21 Wo.)DE | AT19 (4 Wo.)AT | — | UK2 Silber · (13 Wo.)UK | US9 (17 Wo.)US | R&B34 (14 Wo.)R&B | Dance1 (11 Wo.)Dance | Erstveröffentlichung: 27. Oktober 1974 Autor: Clifton Davis Original: The Jackson Five, 1971                              |                                                                                      |
| 1974 | Honey Bee Never Can Say Goodbye                                        | — | — | — | — | — | R&B55 (7 Wo.)R&B | Dance2 (14 Wo.)Dance | Autoren: Melvin und Mervin Steals                                                                                         |                                                                                      |
| 1975 | Reach Out, I’ll Be There Never Can Say Goodbye                         | DE5 (21 Wo.)DE | AT13 (16 Wo.)AT | — | UK14 (8 Wo.)UK | US60 (5 Wo.)US | R&B56 (7 Wo.)R&B[Dance: ↑] | Dance2 (14 Wo.)Dance | Erstveröffentlichung: Februar 1975 Autoren: Brian und Eddie Holland, Lamont Dozier Original: The Four Tops, 1966          |                                                                                      |
| 1975 | Walk on By Experience                                                  | DE17 (6 Wo.)DE | AT12 (4 Wo.)AT | — | — | US98 (1 Wo.)US | — | — | Erstveröffentlichung: Mai 1975 Autoren: Burt Bacharach, Hal David Original: Dionne Warwick, 1964                          |                                                                                      |
| 1975 | All I Need Is Your Sweet Lovin’ Never Can Say Goodbye                  | — | — | — | UK44 (3 Wo.)UK | — | — | — | Erstveröffentlichung: 11. Juli 1975 Autoren: Bobby Flax, Lanny Lambert                                                    |                                                                                      |
| 1975 | Casanova Brown Experience                                              | — | — | — | — | — | — | Dance1 (17 Wo.)Dance | Autor: Jimmy Roach |                                                                                      |
| 1975 | (If You Want It) Do It Yourself Experience                             | DE31 (4 Wo.)DE | — | — | — | US98 (2 Wo.)US | R&B24 (12 Wo.)R&B[Dance: ↑] | Dance1 (17 Wo.)Dance | Erstveröffentlichung: August 1975 Autoren: Jack Robinson, James Bolden                                                    |                                                                                      |
| 1975 | How High the Moon Experience                                           | DE29 (6 Wo.)DE | — | — | UK33 (4 Wo.)UK | US75 (5 Wo.)US | R&B73 (5 Wo.)R&B[Dance: ↑] | Dance1 (17 Wo.)Dance | Erstveröffentlichung: November 1975 Autoren: Morgan Lewis, Nancy Hamilton Original: Frances Comstock & Alfred Drake, 1940 |                                                                                      |
| 1976 | Let’s Make a Deal I’ve Got You                                         | — | — | — | — | — | R&B95 (2 Wo.)R&B | Dance4 (14 Wo.)Dance | Autor: Curtis Blandon |                                                                                      |
| 1976 | I’ve Got You Under My Skin I’ve Got You                                | — | — | — | — | — | —[Dance: ↑] | Dance4 (14 Wo.)Dance | Erstveröffentlichung: 2. September 1976 vom Soundtrack des Films Born to Dance Autor: Cole Porter                         |                                                                                      |
| 1976 | Be Mine I’ve Got You                                                   | — | — | — | — | — | —[Dance: ↑] | Dance4 (14 Wo.)Dance | Autor: Don Oriolo |                                                                                      |
| 1977 | We Can Start All Over Again Glorious                                   | — | — | — | — | — | — | Dance38 (1 Wo.)Dance | Autoren: George Flame, Joe Beck                                                                                           |                                                                                      |
| 1977 | Life Ain’t Worth Livin’ Glorious                                       | — | — | — | — | — | —[Dance: ↑] | Dance38 (1 Wo.)Dance | Autor: Melvin Steals |                                                                                      |
| 1977 | Why Should I Pay Glorious                                              | — | — | — | — | — | —[Dance: ↑] | Dance38 (1 Wo.)Dance | Autor: Gregg Diamond |                                                                                      |
| 1978 | You’re All I Need to Get By Gloria Gaynor’s Park Avenue Sound          | — | — | — | — | — | — | Dance24 (7 Wo.)Dance | Autoren: Nickolas Ashford, Valerie Simpson Original: Marvin Gaye & Tammi Terrell, 1968                                    |                                                                                      |
| 1978 | Kidnapped Gloria Gaynor’s Park Avenue Sound                            | — | — | — | — | — | —[Dance: ↑] | Dance24 (7 Wo.)Dance | Autoren: Allan Felder, Norman Harris, Ron Tyson                                                                           |                                                                                      |
| 1978 | I Will Survive Love Tracks                                             | DE7 Gold · (17 Wo.)DE | AT17 (8 Wo.)AT | CH7 (9 Wo.)CH | UK1 Platin · (15 Wo.)UK | US1 Platin (Physisch) + Gold (Digital) · (27 Wo.)US                                                                                      | R&B4 (17 Wo.)R&B | Dance1 (27 Wo.)Dance | Erstveröffentlichung: 23. Oktober 1978 Autoren: Freddie Perren, Dino Fekaris Grammy (Disco, einmalig vergeben)            |                                                                                      |
| 1978 | Substitute Love Tracks                                                 | — | — | — | — | — | R&B78 (4 Wo.)R&B[Dance: ↑] | Dance1 (27 Wo.)Dance | Autor: Willie Harry Wilson Original: The Righteous Brothers, 1975                                                         |                                                                                      |
| 1979 | Anybody Wanna Party? Love Tracks                                       | — | — | — | — | — | —[Dance: ↑] | Dance1 (27 Wo.)Dance | Autoren: Freddie Perren, Dino Fekaris                                                                                     |                                                                                      |
| 1979 | I Said Yes Love Tracks                                                 | — | — | — | — | — | —[Dance: ↑] | Dance1 (27 Wo.)Dance | Autoren: Freddie Perren, Dino Fekaris                                                                                     |                                                                                      |
| 1979 | Anybody Wanna Party? (Special New Disco Version) –                     | — | — | — | — | — | R&B16 (14 Wo.)R&B | Dance30 (11 Wo.)Dance | Autoren: Freddie Perren, Dino Fekaris                                                                                     |                                                                                      |
| 1979 | Love Is Just a Heartbeat Away (Nocturna’s Theme) Nocturna (Soundtrack) | — | — | — | — | — | — | Dance81 (3 Wo.)Dance | Autoren: Norman Bergen, Reid Whitelaw                                                                                     |                                                                                      |
| 1979 | Let Me Know (I Have a Right) I Have a Right                            | — | — | — | UK32 (7 Wo.)UK | US42 (13 Wo.)US | R&B61 (5 Wo.)R&B | Dance19 (13 Wo.)Dance | Erstveröffentlichung: 21. September 1979 Autoren: Freddie Perren, Dino Fekaris                                            |                                                                                      |
| 1981 | Let’s Mend What’s Been Broken I Kinda Like Me                          | — | — | — | — | — | R&B76 (3 Wo.)R&B | — | Autoren: Gene McFadden, John Whitehead, Jerry Cohen                                                                       |                                                                                      |
| 1983 | I Am What I Am I Am Gloria Gaynor                                      | DE35 (11 Wo.)DE | — | CH20 (18 Wo.)CH | UK13 (13 Wo.)UK | — | R&B82 (11 Wo.)R&B | Dance3 (14 Wo.)Dance | Autor: Jerry Herman, Original: George Hearn, 1983 aus dem Musical La Cage aux Folles                                      |                                                                                      |
| 1984 | Strive I Am Gloria Gaynor                                              | — | — | — | UK86 (3 Wo.)UK | — | — | — | Autoren: Julius Joseph Davis, Linwood Maxwell Simon                                                                       |                                                                                      |
| 1987 | Be Soft with Me Tonight –                                              | — | — | — | UK80 (2 Wo.)UK | — | — | — | Produktion: Stock Aitken Waterman Autoren: Mike Burns, Nicky Chinn, Steve Glen                                            |                                                                                      |
| 1990 | I Will Survive (Remix) –                                               | DE42 (10 Wo.)DE | — | — | — | — | — | — | Remix: Shep Pettibone |                                                                                      |
| 1991 | Mega Medley –                                                          | DE94 (1 Wo.)DE | — | — | — | — | — | — | inkl. I Will Survive, Never Can Say Goodbye und Do It Yourself                                                            |                                                                                      |
| 1993 | I Will Survive (Phil Kelsey Remix) I’ll Be There                       | — | — | — | UK5 (10 Wo.)UK | — | — | — | |                                                                                      |
| 1997 | Mighty High I’ll Be There                                              | — | — | — | — | — | — | Dance12 (12 Wo.)Dance | feat. The Trammps Autoren: Dave Crawford, Richard Downing Original: Mighty Clouds of Joy, 1975                            |                                                                                      |
| 2000 | Last Night –                                                           | DE70 (9 Wo.)DE | — | CH89 (2 Wo.)CH | UK67 (1 Wo.)UK | — | — | — | Giorgio Moroder Project pres. Gloria Gaynor Autoren: Giorgio Moroder, Shelly Peiken                                       |                                                                                      |
| 2001 | Just Keep Thinking About You I Wish You Love                           | — | — | — | UK85 (1 Wo.)UK | — | — | Dance1 (14 Wo.)Dance | Erstveröffentlichung: 16. Januar 2001 Autoren: Gwen Catchey, Harold Johnson Original: Tata Vega, 1978                     |                                                                                      |
| 2002 | I Never Knew I Wish You Love                                           | — | — | — | — | — | — | Dance1 (13 Wo.)Dance | Autor: Kasia Livingston                                                                                                   |                                                                                      |
| 2006 | Rebecca – The Power of a Woman in Love –                               | — | AT37 (8 Wo.)AT | — | — | — | — | — | Erstveröffentlichung: 8. September 2006                                                                                   |                                                                                      |

Weitere Singles
| - 1965: She’ll Be Sorry - 1975: How High the Moon - 1976: Touch of Lightning - 1976: Talk, Talk, Talk - 1976: Do It Right - 1976: I’ve Got You Under My Skin - 1976: Be Mine - 1977: Most of All - 1978: This Love Affair - 1978: My Love Is Music - 1978: Stoplight - 1979: Midnight Rocker - 1979: Tonight - 1980: Ain’t No Bigger Fool - 1981: I Kinda Like Me - 1982: Tease Me - 1983: America - 1983: Love Me Real - 1983: Stop in the Name of Love - 1984: Bullseye - 1986: Don’t You Dare Call It Love | - 1987: Love Is the Reason (mit Engelbert Humperdinck) - 1991: Can’t Take My Eyes off You (Black Box Mix) - 1991: Together We Can - 1991: Gloria Gaynor ’91 (Medley) - 1992: First Be a Woman - 1994: Casanova Brown - 1996: Rippin’ It Up - 1996: I’ll Be There - 1997: Oh What a Life - 1997: Diva Megamix (mit Donna Summer und Love & Kisses) - 1997: What a Life / You Keep Running (White Label) - 1998: Set Me Free - 1998: You’re the First, the Last, My Everything (feat. Isaac Hayes) - 1998: Reunion - 1999: Perfect World - 1999: Keep On - 2000: Exclusive Medley Remix 2000 - 2007: Supernatural Love (D.O.N.S. feat. Gloria Gaynor) - 2012: All the Man That I Need (5 Files) - 2014: Love Is Just a Heartbeat Away (Ashley Beedle’s Heavy Disco Vocal) |

## Statistik

### Chartauswertung
|                     | DE    | AT    | CH    | UK    | US    | R&B     |
| ------------------- | ----- | ----- | ----- | ----- | ----- | ------- |
| Nummer-eins-Alben   | DE—DE | AT—AT | CH—CH | UK—UK | US—US | R&B—R&B |
| Top-10-Alben        | DE—DE | AT—AT | CH—CH | UK—UK | US1US | R&B1R&B |
| Alben in den Charts | DE2DE | AT2AT | CH—CH | UK3UK | US7US | R&B5R&B |

|                       | DE     | AT    | CH    | UK     | US    | R&B      | Dance        |
| --------------------- | ------ | ----- | ----- | ------ | ----- | -------- | ------------ |
| Nummer-eins-Singles   | DE—DE  | AT—AT | CH—CH | UK1UK  | US1US | R&B—R&B  | Dance5Dance  |
| Top-10-Singles        | DE2DE  | AT—AT | CH1CH | UK3UK  | US2US | R&B1R&B  | Dance8Dance  |
| Singles in den Charts | DE10DE | AT5AT | CH3CH | UK12UK | US7US | R&B12R&B | Dance14Dance |

### Auszeichnungen für Musikverkäufe
| Goldene Schallplatte - Argentinien - 1977: für das Album Never Can Say Goodbye - Dänemark - 2022: für die Single I Will Survive (Remix) - Frankreich - 1977: für das Album Never Can Say Goodbye - Italien - 1992: für das Album Gloria Gaynor ’91 - Kanada - 1979: für das Album Love Tracks - 1979: für das Album Never Can Say Goodbye | Platin-Schallplatte - Italien - 2023: für die Single I Will Survive - Kanada - 1979: für die Single I Will Survive - Neuseeland - 2021: für die Single I Will Survive - Spanien - 2024: für die Single I Will Survive |

Anmerkung: Auszeichnungen in Ländern aus den Charttabellen bzw. Chartboxen sind in ebendiesen zu finden.
| Land/RegionAuszeichnungen für Musikverkäufe (Land/Region, Auszeichnungen, Verkäufe, Quellen) | Silber     | Gold     | Platin     | Verkäufe  | Quellen             |
| -------------------------------------------------------------------------------------------- | ---------- | -------- | ---------- | --------- | ------------------- |
| Argentinien (CAPIF)                                                                          | —          | Gold1    | —          | 30.000    | Einzelnachweise     |
| Dänemark (IFPI)                                                                              | —          | Gold1    | —          | 45.000    | ifpi.dk             |
| Deutschland (BVMI)                                                                           | —          | Gold1    | —          | 250.000   | musikindustrie.de   |
| Frankreich (SNEP)                                                                            | —          | Gold1    | —          | 100.000   | infodisc.fr         |
| Italien (FIMI)                                                                               | —          | Gold1    | Platin1    | 200.000   | fimi.it             |
| Kanada (MC)                                                                                  | —          | 2× Gold2 | Platin1    | 250.000   | musiccanada.com     |
| Neuseeland (RMNZ)                                                                            | —          | —        | Platin1    | 30.000    | radioscope.co.nz    |
| Spanien (Promusicae)                                                                         | —          | —        | Platin1    | 60.000    | elportaldemusica.es |
| Vereinigte Staaten (RIAA)                                                                    | —          | Gold1    | 2× Platin2 | 3.500.000 | riaa.com            |
| Vereinigtes Königreich (BPI)                                                                 | 2× Silber2 | —        | Platin1    | 860.000   | bpi.co.uk           |
| Insgesamt                                                                                    | 2× Silber2 | 8× Gold8 | 7× Platin7 |           |                     |